# フカシギフィリア
『フカシギフィリア』は、筒井大志による日本の漫画作品。『月刊コミックブレイド』（マッグガーデン）にて2011年7月号より2012年10月号まで連載された。
筒井の前作『エスプリト』が2011年4月号で連載終了してから3ヶ月後に本作の連載が開始した。2011年10月号から2012年3月号まで『シュタインズゲート 比翼恋理のスイーツはにー』の連載開始に伴い平行で連載したが、2012年4月号から単独連載に戻った後、2012年6月号から『シュタインズゲート 比翼恋理のスイーツはにー』の続編となる『シュタインズゲート もっと比翼恋理のスイーツはにー』を連載開始に伴い、再び平行で連載したが、2012年10月号で本作の連載終了と共に、2012年11月号から『シュタインズゲート もっと比翼恋理のスイーツはにー』の単独連載に移行した。

## 登場人物

### 潰し屋
叶恵タスク（かなえ タスク）
本作の主人公。正義に執着心を持ち、仲間と共に悪党の潰し屋として活動している。
8年前、目の前で両親が惨殺された事件がきっかけで悪を強く憎むようになる。人身売買をしているグループから救い出したノアから3日後、明日真リリを殺すと予言されるが、何とか回避する。実は8年前にイスミに殺害されており、その過程で「その場にいた人間ごと記憶を保持したまま過去に時間遡行する」ギフトに目覚めてしまう。すべてを思い出した後、悲劇を終わらせるため、自ら自刃して潰し屋の面々やリリ、センテツ、ユスズ、ノアと共に8年前に時間遡行する。そしてすべての元凶であるイスミを倒し、リリに告白することができた。
姫路ミサキ（ひめじ ミサキ）
潰し屋の紅一点。通称ミーシャまたは姫。作戦指揮担当でプロファイリングを得意としている為、警察から依頼が殺到する事もあるが、難なく引き受けている。タスクの時間遡行能力によって8年前に時間遡行した際、事件ジャンキーからの卒業を果たすことになる。
鉄リキヤ（くろがね リキヤ）
潰し屋の一員である長髪のさわやか系巨漢でミーシャの義理の兄。力技を得意としている。鉄チナ（くろがね チナ）という妹がいる。
ユーゴ
潰し屋一の頭脳派であるメガネ男子でタスクとノアのお隣さん。ノートパソコンを使って機械を遠隔操作することが可能。実はノアの過去に関わる血塗られた事件の後、タスクとノアを救出するため、イスミを殺害するが、その直前彼に体を乗っ取られてしまうのと同時に自分の記憶とイスミの記憶を融合してしまい、長い間イスミと戦い続けることになる。タスクの時間遡行能力により解放された。

#### 潰し屋関係者
明日真リリ（あすま リリ）
タスクのクラスに転校してきた少女。「他人を操作する」ギフトを持つシドウに操られてしまうが、タスクによって洗脳が解かれた事により、タスクに好意を持つ。自殺未遂の常習者で、死が近づいた時の独特の高揚感を好む。些細な事が原因でノアに命を狙われてしまう。

### キーキャラクター
ノア
人身売買のグループに囚われているところをタスクに助けられた少女。本名は叶恵ナオ（かなえ ナオ）でタスクの実の妹。「未来の映像を見せる」ギフトを持つが、タスクに危険視されている為、タスクの家に居候している。言葉が発する事が出来ない為、筆談でコミュニケーションをとる。タスクを振り向かせるためにリリを抹殺しようと企むも、すべてを思い出したタスクにすべてをやり直すため、彼の能力により、潰し屋の面々やリリとセンテツとユスズと共に8年前に記憶を飛ばされる。すべてが終わった後、ミーシャに諭される形でギフトを捨て「叶恵ナオ」として生きることを決意しリリを受け入れる。
鉄センテツ（くろがね センテツ）
8年前の事件の容疑者として刑務所に入れられた人物でリキヤの義理の父親。真犯人であるイスミに復讐するため脱獄しリキヤと再会する。その後、ユスズと出会いすべての真相を彼女から話した後、タスクの時間遡行能力によってイスミへの復讐を果たした。
夕凪ユスズ（ゆうなぎ ユスズ）
イスミの娘でリリの友人。過去にリリをいじめてしまったことを後悔し、タスクの言葉により謝る決意をするが、イスミに妨害されてしまった過去を持つ。タスクの時間遡行能力によってイスミの支配から「卒業」し、リリと仲直りすることができた。

### 敵
夕凪イスミ（ゆうなぎ イスミ）
人身売買グループのリーダー格でありタスクの師匠に当たる人物で、一連の事件の黒幕でもある。ユスズの父親であるが、ユスズに対して異常なほどの愛情を持っており、「他人に自分の記憶を植え付ける」厄介なギフトを持つ。8年前に叶恵家の家族をノアを除いて殺害するが、その直後にタスクが能力に目覚めてしまい、以降彼をおそれるようになる。その後彼を正義と称して虐待行為を繰り返し、その逆鱗に触れるが如く駆けつけてきたユーゴによって殺害されるが、その直前にユーゴに自分の記憶を植え付け、長期にわたり彼を苦しめることになる。タスクの時間遡行能力によって潰し屋の面々らが8年前に時間遡行した際、その場にいなかったため、未来から来た彼らに知られてしまった挙げ句、タスクに成敗される。その後、ユスズが通報した警官らに射殺され、事件から8年後（本編における現在）の世界から存在を抹殺された。
紫堂ハルミ（しどう ハルミ）
最初にタスク達と戦った能力者で、「他人を操作する」ギフトを持つ。リリを洗脳してタスクを襲うが、ユーゴの機転によって失敗するどころか、水が弱点であることを知られてしまう。弱点を知られた後、郵便配達屋を洗脳して襲うも、ミーシャがリリの証言をもとに顔を割られ、タスク達と邂逅。死闘の末豹変したタスクに敗北し入院。最後はミーシャとリリの目の前で寿命を迎え死亡した。
3年前の水難事故で溺死しており、その際にギフトに目覚めた。
斑目ウロコ（まだらめ ウロコ）
2番目にタスク達と戦った能力者で「血液を蛇に変える」ギフトを持つ。シドウが寿命で力尽きたことで豹変。分身を使いミーシャとリリを襲うが、助太刀したセンテツとリキヤに阻止された挙句、本体をリリに知られ襲うが返り討ちにされた。
3年前に患者だった恋人を執刀ミスで死なせてしまい、首吊り自殺している。
常盤レイジ（ときわ レイジ）
ある能力者グループのリーダー格で「触れたものを溶かす」ギフトを持つ。アゲハ・ゴドウと共にタスク達を襲うが、アゲハが倒されたことで油断したのか、ゴドウと共にセンテツに倒された。
3年前に何らかの理由で凍死している。
アゲハ
レイジの仲間である能力者で「手を刀に変える」ギフトを持つ。トキワ・ゴドウと共にタスク達を襲うが、タスクがリリを庇ったことが災いし倒された。
彼女もまた3年前に死亡しているが、詳しい死因は不明。
御堂イサオ（ごどう イサオ）
レイジの仲間である能力者でギフトは不明だが、遠くから殴った後に時間差で命中する類のもの。トキワ・アゲハと共にタスク達を襲うが、アゲハが倒されたことで油断したのか、トキワと共にセンテツに倒された。
3年前に何らかの理由で焼死している。

### その他
タスクとナオの両親
8年前にイスミに殺害されるが、すべてを思い出したタスクの時間遡行能力によって「なかったこと」にされる。そのため、タスクによってやり直した時間軸では事件後も健在である。

## 単行本
1. 2011年11月10日発売 ISBN 978-4-86127-915-7
2. 2012年4月10日発売 ISBN 978-4-86127-980-5
3. 2012年10月10日発売　ISBN 978-4-8000-0052-1